# Mirosław Jerzy Szczepański
Mirosław Jerzy Szczepański (ur. 25 marca 1975) – polski lekarz laryngolog, doktor hab. nauk medycznych, adiunkt na Warszawskim Uniwersytecie Medycznym.

## Życiorys
W 2001 uzyskał dyplom lekarza na Uniwersytecie Medycznym w Poznaniu. Specjalista w zakresie laryngologii chirurgii głowy i szyi – otorynolaryngologii (2012).  
Jego zainteresowania kliniczne dotyczą leczenia zachowawczego i chirurgicznego (endoskopowego) schorzeń laryngologicznych, a w szczególności przewlekłego zapalenia zatok przynosowych, wytrzeszczu w chorobie Graves’a oraz chorób laryngologicznych związanych z nurkowaniem. Odbył szereg praktycznych kursów chirurgicznych w USA z zakresu laryngologii. Odbył 3 letni staż podoktorski na University of Pittsburgh Cancer Institute, Pittsburgh, PA, USA i następnie doktoryzował się z immunologii nowotworów.
W 2010 roku uzyskał stopień doktora nauk medycznych na Uniwersytecie Medycznym w Poznaniu na podstawie pracy pt. Badania nad biologiczną rolą ekspresji receptorów toll-podobnych (TLR) na komórkach raków głowy i szyi u człowieka pod kierunkiem Grzegorza Tadeusza Dworackiego. 
W 2011 roku odbył miesięczny staż w zakresie transferu technologii na University of New Mexico, Albuquerque, NM, USA.
W 2017 uzyskał zyskał stopień doktora habilitowanego na Uniwersytecie Medycznym w Warszawie na podstawie pracy pt. Wybrane mechanizmy immunosupresji indukowanej przez nowotwory ludzkie i strategie używane do odnowy przeciwnowotworowej odpowiedzi immunologicznej gospodarza.
Jego działalność naukowa koncentruje się na immunologicznych aspektach przewlekłego zapalenia, odporności wrodzonej i immunologii nowotworów. Jest autorem lub współautorem ponad 50 prac naukowych/przeglądowych oraz 1 rozdziału w książce na temat powikłań endoskopowej chirurgii zatok przynosowych. Otrzymał szereg nagród za działalność naukową. Był kierownikiem kilku grantów badawczych uzyskanych w drodze konkursu. 
Prywatnie jego pasją jest nurkowanie i pszczelarstwo.  

## Publikacje (wybrane)
Książki:
- Dżaman K, Szczepański M. J: “Powikłania endoskopowych operacji zatok przynosowych” [w:] Chirurgia zatok przynosowych - dostępy wewnątrznosowe pod red. Antoniego Krzeskiego. Kraków: Wydawnictwo Medycyna Praktyczna, 2014, (współautor podręcznika).

Artykuły (wybrane):
- Strauss, L.; Bergmann, C.; Szczepański, M.; Gooding, W.; Johnson, J.T.; Whiteside, T.L. A Unique Subset of CD4+CD25highFoxp3+ T Cells Secreting Interleukin-10 and Transforming Growth Factor-Β1 Mediates Suppression in the Tumor Microenvironment. Clin. Cancer Res. 2007, 13, 4345–4354, doi:10.1158/1078-0432.CCR-07-0472.
- Strauss, L.; Bergmann, C.; Szczepański, M.J.; Lang, S.; Kirkwood, J.M.; Whiteside, T.L. Expression of ICOS on Human Melanoma-Infiltrating CD4+CD25highFoxp3+ T Regulatory Cells: Implications and Impact on Tumor-Mediated Immune Suppression. J. Immunol. 2008, 180, 2967–2980, doi:10.4049/JIMMUNOL.180.5.2967.
- Hofmann, L.; Harasymczuk, M.; Huber, D.; Szczepański, M.J.; Dworacki, G.; Whiteside, T.L.; Theodoraki, M.N. Arginase-1 in Plasma-Derived Exosomes as Marker of Metastasis in Patients with Head and Neck Squamous Cell Carcinoma. Cancers (Basel). 2023, 15, doi:10.3390/CANCERS15225449.
- Visus, C.; Wang, Y.; Lozano-Leon, A.; Ferris, R.L.; Silver, S.; Szczepanski, M.J.; Brand, R.E.; Ferrone, C.R.; Whiteside, T.L.; Ferrone, S.; et al. Targeting ALDHbright Human Carcinoma–Initiating Cells with ALDH1A1-Specific CD8+ T Cells. Clin. Cancer Res. 2011, 17, 6174–6184, doi:10.1158/1078-0432.CCR-11-1111.
- Lee, D.H.; Szczepanski, M.; Lee, Y.J. Role of Bax in Quercetin-Induced Apoptosis in Human Prostate Cancer Cells. Biochem. Pharmacol. 2008, 75, 2345–2355, doi:10.1016/J.BCP.2008.03.013.
- Dżaman, K.; Szczepański, M.J.; Molinska-Glura, M.; Krzeski, A.; Zagor, M. Expression of the Receptor for Advanced Glycation End Products, a Target for High Mobility Group Box 1 Protein, and Its Role in Chronic Recalcitrant Rhinosinusitis with Nasal Polyps. Arch. Immunol. Ther. Exp. (Warsz). 2015, 63, 223–230, doi:10.1007/S00005-014-0325-7

Pełna bibliografia publikacji autora:
- Polska Platforma Medyczna (Uniwersytet Warszawski)
- PubMed National Library of Medicine (NIH)
- Dimensions AI database